# Gerhard Steiff
Gerhard Steiff (* 1. Mai 1937 in Giengen an der Brenz; † 22. Oktober 2011 in Tübingen) war ein deutscher Kirchenmusiker, Chorleiter, Dirigent, Theologe und Komponist.

## Leben und Wirken
Gerhard Steiff wurde 1937 als Großneffe der Teddybär-Erfinderin Margarete Steiff in Giengen an der Brenz geboren. Er nahm schon in seiner Kindheit Klavier- und Orgelunterricht und sammelte als Schüler an der Musikschule Giengen seine ersten Erfahrungen als Dirigent. Ab 1952 leitete er die Seminaristenkantorei im Kloster Schöntal und nahm Kontrabassunterricht. Von 1956 bis 1962 studierte er evangelische Theologie im Stift in Tübingen sowie in Zürich und Heidelberg. In dieser Zeit war er als Kontrabassist tätig und gründete dann 1959 den schwäbischen Studentenchor, der sich in den Jahren 1959 bis 1964 zu Singfreizeiten und Konzerten traf.
Von 1962 bis 1963 war er Vikar in Denkendorf bei Esslingen und heiratete 1963 Susanne „Suse“ Ludwig. Er hatte mit ihr drei Kinder: Mirjam (* 1964), Simon (* 1966) und Hagar (* 1968). 1963 begann er das Studium der evangelischen Kirchenmusik an der Staatlichen Hochschule für Musik und Darstellende Kunst in Stuttgart, das er nach nur fünf Semestern erfolgreich mit dem A-Examen abschloss. Er studierte dort Chor- und Orchesterleitung bei Hans Grischkat, Orgel bei Hans-Arnold Metzger, Klavier bei Dora Metzger sowie Tonsatz bei Johann Nepomuk David und Erhard Karkoschka.
Im Anschluss war er für ein weiteres Jahr Vikar an der Stadtkirche Ludwigsburg, bis er ab 1966 Musikrepetent am Evangelischen Stift in Tübingen wurde und sich seitdem auf kirchenmusikalische Tätigkeiten in und um Tübingen fokussierte. Unter anderem leitete er seit Herbst 1966 den gemischten Chor (Kurrende) der Evangelischen Studentengemeinde. Ab 1968 war er Kantor und Bezirkskantor an der Tübinger Stiftskirche-Er gründete 1970 den Tübinger Kammerchor und leitete diesen drei Jahrzehnte lang bis 2001. Die Landeskirche verlieh ihm den Titel „Kirchenmusikdirektor“. Er verantwortete von 1967 bis 1984 die Konzertreihe „Tübinger Motette“ in der Stiftskirche Tübingen, die unter seiner Verantwortung einige der beeindruckendsten Konzerte in ihrer langen Geschichte bot. Mit dem Tübinger Kammerchor war er sehr erfolgreich mit zahlreichen Konzerten im In- und Ausland, bis ihn 1984 ein lebensbedrohliches Aortenaneurysma dazu zwang, 1985 vorzeitig aus dem Berufsleben auszuscheiden. Nach längerer Rehabilitation nahm er seine musikalischen Aktivitäten wieder auf, als Komponist, Kritiker, Theoretiker, Theologe und vor allem auch als Dirigent.
Gerhard Steiff dirigierte mehrere Chöre und Instrumentenensembles. Außerdem war er Organist und Komponist von neuen, teilweise provokanten Klangideen und Musikstrukturen. Seine Komposition „Die Kamele“ aus dem Jahr 1985 provozierte 1986 bei der Uraufführung in Bad Urach einen Aufruhr in der Evangelischen Landeskirche von Württemberg und teilweise auch darüber hinaus, der vielfältige Diskussionen in diversen kirchenmusikalischen und theologischen Gremien nach sich zog. Er hatte darin in parodistischer Verfremdung kirchliche Texte wie z. B. das Gloria Patri verwendet sowie unter anderem den Namen einer pietistischen Pfarrer-Dynastie genannt und diese als „Seelen-Egoisten“ bezeichnet. Gerhard Steiff trat in der Folge vom Amt des Obmanns des Verbandes Evangelische Kirchenmusik in Württemberg zurück.
Im Jahr 1989 komponierte er anlässlich einer Ausstellungseröffnung der mit ihm befreundeten Kunstmalerin Ruth Eitle in der Kunsthalle Tübingen eine „Arie in E“ für Sopran, Blockflöte, Oboe, zwei Triangeln, drei Hängende Becken, drei Tamtams und Portativ nach dem Gedicht „Denkmalswunsch“ von Christian Morgenstern und einem Bild von Ruth Eitle und widmete sie der Künstlerin. Die Arie wurde bei der Ausstellungseröffnung uraufgeführt und ein Auszug der Partitur im Katalog zur Ausstellung veröffentlicht.
Er gründete im Juli 1989 in Tübingen den Verein A cappella e. V. und 1992 unter dem Namen Tritonus ein kleines Vokalensemble mit 12 bis 16 Sängerinnen und Sängern, mit denen er bis zum Jahr 2001 seine Interpretationsideen von Neuer und Alter Musik mit einem sehr hohen Qualitätsanspruch verwirklichen konnte. Außerdem leitete er von 1994 bis 1999 den Tübinger Stephanuschor.

## Würdigung
Gerhard Steiff lehnte das Bundesverdienstkreuz aus politischen Gründen ab und wurde im Jahr 2001 mit der Staufermedaille des Landes Baden-Württemberg ausgezeichnet.